# Вред здоровью
Вред здоро́вью — это юридический термин, используемый в уголовном законодательстве и других отраслях права различных стран. Синоним для травмы или телесного повреждения и аналогичных выражений (заболевание, патологическое состояние), хотя может быть использован с точным и ограниченным смыслом в той или иной юрисдикции.
Это изменение в сторону ухудшения физиологического состояния человека по отношению к тому уровню, который был до возникновения патологии.
Определение тяжких телесных повреждений впервые появилось в Законе Лода Элленборо (1803).

## Российская Федерация
В российском уголовном законодательстве вред здоровью — нарушение анатомической целостности и физиологической функции органов и тканей человека в результате воздействия физических, химических, биологических и психических факторов внешней среды.
Исчерпывающий список признаков вреда здоровью изложен в статьях 111, 112, 115 Уголовного кодекса РФ. Других законодательных актов федерального уровня, устанавливающих понятие «вред здоровью» и «признаки вреда здоровью» не существует. Следует знать, что уголовно-правовые критерии определения вреда здоровью используются органами дознания, следствия или суда исключительно в целях квалификации преступного деяния лица, причинившего его. Данные критерии не имеют никакого значения для разрешения гражданско-правового спора о компенсации за вред, причиненный здоровью, а также для установления группы и степени инвалидности.
Вред, причиненный здоровью человека, определяется в зависимости от степени его тяжести (тяжкий вред, средней тяжести вред и лёгкий вред) на основании квалифицирующих признаков, указанных в статьях 111, 112, 115 Уголовного кодекса РФ. Медицинская интерпретация признаков вреда здоровью осуществляется с использованием «Медицинских критериев определения степени тяжести вреда, причиненного здоровью человека», утверждаемыми Министерством здравоохранения и социального развития Российской Федерации.
Степень тяжести вреда, причиненного здоровью человека, определяется в медицинских учреждениях государственной системы здравоохранения врачом — судебно-медицинским экспертом.

### Лёгкий вред здоровью
Медицинскими критериями квалифицирующих признаков в отношении лёгкого вреда здоровью являются:
- Временное нарушение функций органов и (или) систем (временная нетрудоспособность) продолжительностью до трёх недель от момента причинения травмы (до 21 дня включительно) (далее — кратковременное расстройство здоровья).
- Незначительная стойкая утрата общей трудоспособности — стойкая утрата общей трудоспособности менее 10 %[5].

Поверхностные повреждения, в том числе: ссадина, кровоподтёк, ушиб мягких тканей, включающий кровоподтёк и гематому, поверхностная рана и другие повреждения, не влекущие за собой кратковременного расстройства здоровья или незначительной стойкой утраты общей трудоспособности, расцениваются как повреждения, не причинившие вред здоровью человека.

### Средней тяжести вред здоровью
Средней тяжести вред здоровью — вред здоровью, не опасный для жизни человека и не повлёкший последствий, указанных в статье 111 Уголовного Кодекса РФ, но вызвавший
- длительное расстройство здоровья (сроком более 21 дня);
- значительную стойкую утрату общей трудоспособности менее чем на одну треть[6].

Список признаков средней тяжести вреда здоровью изложен в статье 112 Уголовного кодекса РФ. Установление степени тяжести вреда здоровью в РФ производится судебно-медицинским экспертом на основании медицинских критериев.
Медицинскими критериями квалифицирующих признаков в отношении средней тяжести вреда здоровью являются:
- Временное нарушение функций органов и (или) систем (временная нетрудоспособность) продолжительностью свыше трёх недель (более 21 дня) (далее — длительное расстройство здоровья);
- Значительная стойкая утрата общей трудоспособности менее чем на одну треть — стойкая утрата общей трудоспособности от 10 до 30 % включительно[3].

### Тяжкий вред здоровью
Медицинские критерии тяжкого вреда здоровью включают в себя:
- Вред здоровью опасный для жизни человека, который по своему характеру непосредственно создает угрозу для жизни, а также вред здоровью, вызвавший развитие угрожающего жизни состояния;
- Вред здоровью, опасный для жизни человека, вызвавший расстройство жизненно важных функций организма человека, которое не может быть компенсировано организмом самостоятельно и обычно заканчивается смертью;
- Потеря зрения — полная стойкая слепота на оба глаза или такое необратимое состояние, когда в результате травмы, отравления либо иного внешнего воздействия у человека возникло ухудшение зрения, что соответствует остроте зрения, равной 0,04 и ниже;
- Потеря речи — необратимая потеря способности выражать мысли членораздельными звуками, понятными для окружающих;
- Потеря слуха — полная стойкая глухота на оба уха или такое необратимое состояние, когда человек не слышит разговорную речь на расстоянии 3 — 5 см от ушной раковины.
- Потеря какого-либо органа или утрата органом его функций;
- Прерывание беременности — прекращение течения беременности независимо от срока, вызванное причиненным вредом здоровью, с развитием выкидыша, внутриутробной гибелью плода, преждевременными родами либо обусловившее необходимость медицинского вмешательства;
- Психическое расстройство, возникновение которого должно находиться в причинно-следственной связи с причиненным вредом здоровью, то есть быть его последствием;
- Заболевание наркоманией либо токсикоманией;
- Неизгладимое обезображивание лица;
- Значительная стойкая утрата общей трудоспособности не менее чем на одну треть (стойкая утрата общей трудоспособности свыше 30 %);
- Полная утрата профессиональной трудоспособности[3].

## Канада
В Уголовном Кодексе Канады вред здоровью дословно звучит как «телесные повреждения» (англ. bodily harm) и определяется как «любое повреждение или травма человеку, которые связаны со здоровьем, причиняют вред здоровью или комфорту личности больше, чем просто временное или незначительное по своей природе».

## США
Так как в США отсутствует единое уголовное законодательство, на территории каждого штата действует его законодательство, и только в исключительных случаях применяется федеральное (Примерный УК США 1962 года). В общем смысле причинение вреда здоровью человека в законодательстве США описывается терминами «нападение» (англ. assault) и «побои» (англ.  battery), которые по-разному определяются в законодательстве каждого штата, а в Примерном УК (пар. 210.0) «телесное повреждение» означает физическую боль, болезнь или любое ухудшение физического состояния; «тяжкое телесное повреждение» — телесное повреждение, создающее значительный риск наступления смерти или причиняющее тяжкое, постоянное уродство или длительную утрату или ухудшение функции какой-либо части или какого-либо органа тела. Также в праве США в отдельный вид среди тяжких телесных повреждений, причиняющих вред здоровью, выделяется «изувечивание/обезображивание/нанесение ран» (англ. maim).

## Австралия
Уголовный Кодекс Австралии так рассматривает понятия вред здоровью и телесные повреждения: вред означает краткосрочное или постоянное физическое повреждение, или краткосрочный или постоянный ущерб умственному здоровью человека, не считая тот, который вызван применением силы или воздействием и находится в границах разумно приемлемого социального взаимодействия или жизни в обществе.
Таким образом ущерб умственному здоровью не включает в себя обычные эмоциональные реакции (страдание, печаль, опасение, гнев), но включает причинение существенного психологического вреда.
Физическое повреждение включает в себя:
- бессознательное состояние,
- боль,
- обезображивание,
- инфекционная болезнь,
- любой физический контакт с человеком, которому данное лицо могло бы разумно ответить в сложившейся ситуации (независимо от того, действительно ли данное лицо было уверенно в этом в тот период времени).

Понятие причинение вреда отображено в УК Австралии только в описании преступлений при которых причиняется чиновника ООН (статьи 71.5, 71.6, 71.7, 147.1 УК Австралии), и никаким образом не регулируется условия и ответственность причинения вреда здоровью обычным гражданам кодексом не регулируется, возможно установлено судебными прецедентами.

## Англия и Уэльс
Термин «вред здоровью» не определён конкретно каким-либо нормативно-правовым актом, в настоящее время появляется в ряде преступлений в Акте о преступлениях против личности (1861) (статьи 18, 20, 23, 26, 28, 29, 31, 35 и 47) и краже со взломом по Закону о хищении (1965) (статья 9); термин также используется в определении убийства (как он появляется в прецедентном праве) в облике тяжких телесных повреждений.

### Психическое расстройство
Нефизическая или психиатрическая травма, которую можно считать «телесным повреждением» обычным или тяжким, но для установления обязательно официальное медицинское освидетельствование для подтверждения вреда.
В деле «Regina v. Burstow, Regina v. Ireland» Лорд Стейн сказал:

То, что викторианский законодатель при принятии разделов 18, 20 и 47 Акта о преступлениях против личности 1861 года не имел в виду психическое заболевание, без сомнения, верно. Психиатрия в 1861 году находилась в зачаточном состоянии.
Оригинальный текст (англ.)The proposition that the Victorian legislator when enacting sections 18, 20 and 47 of the Act 1861, would not have had in mind psychiatric illness is no doubt correct. Psychiatry was in its infancy in 1861.
— House of Lords. Publications Judgments 1997—98
В современное время практика толкования законов зачастую применяется как рассмотрение фактического смысла выраженного автором словами Закона в свете современных знаний. В деле R v. Chan Fook и применили данный подход. Хобхаус Л. Д. (Hobhouse LJ.) огласил в обвинительной речи «выбирал утверждение в деле, что даже если г-н Мартинс не причинено совсем никакого физического повреждения, как в результате нападения на него апеллянта, он, тем не менее был приведен к такому психическому состоянию, которое само по себе, не больше, не меньше, приравнивается к телесным повреждениям».
Хобхаус Л. Д. (Hobhouse LJ.) говорил:

Возникает первый вопрос, на данной апелляции, является ли включение слова «телесный» во фразе «фактические телесные повреждения» ограничением повреждений вредом, нанесенным коже, плоти и костям жертвы. Судья Лински не принял во внимание это. По нашему мнению, он имел основания так поступить. Тело жертвы включает в себя все части тела, в том числе его органы, нервную систему и головной мозг. Телесное повреждение, следовательно, может включать в себя травмы в любой из этих частей тела, ответственных за умственные и других способности.
Оригинальный текст (англ.)The first question on the present appeal is whether the inclusion of the word "bodily" is the phrase "actual bodily harm" limits harm to harm to the skin, flesh and bones of the victim. Mr Justice Lynskey rejected this submission. In our judgment he was right to do so. The body of the victim includes all parts of his body, including his organs, his nervous system and his brain. Bodily injury therefore may include injury to any of those parts of his body responsible for his mental and other faculties.
— .
И он продолжил:

Соответственно выражение «фактические телесные повреждения» способно включать психиатрическую травму. Но она не включает простые эмоции, такие как страх или горе, паника, оно не включает в себя, как таковое, состояние ума, которое само по себе не свидетельствует о какой-то идентификации клинического состояния… Аналогично присяжные не должны руководствоваться тем, что нападение, которое вызывает истерику и нервное состояние является посягательством с нанесением телесного вреда.
Оригинальный текст (англ.)Accordingly the phrase «actual bodily harm» is capable of include psychiatric injury. But it does not include mere emotions such as fear or distress nor panic nor does it include, as such, states of mind that are not themselves evidence of some identifiable clinical condition... Similarly Juries should not be directed that an assault which causes a hysterical and nervous condition is an assault occasioning actual bodily harm
— 
Эта позиция также принята в рассматриваемом Апелляционном суде Англии и Уэльса деле R v Constanza и Палате лордов, которая подтвердила этот принцип в деле «Regina v. Burstow, Regina v. Ireland». Ирландский процесс о трех женщинах, страдающих от психического заболевания. Жертвы Бурстоу (Burstow) были напуганы причинением насилия и им поставлен диагноз страдания от тяжелого депрессивного расстройства. Медицинская практика сегодня принимает связь между телом и психиатрической травмой, так что слова «телесные повреждения» в разделах 20 и 47 способны охватывать признание психиатрических заболеваний, таких как тревожность или депрессивное расстройства, которые влияют на центральную нервную систему тела. Тем не менее, следует ограничивать — те неврозы должны быть больше, чем просто состояния страха или проблемы в борьбе с повседневной жизнью, которые не подпадают под психические заболевания.

### Венерические и другие инфекционные заболевания
По делу R.v Mohammes Dica Правовая комиссия высказала мнение, что «преднамеренное или случайное заражение болезнью не должно быть вне досягаемости уголовного закона» и в продолжение дебатов передача ВИЧ-инфекции охватывается понятием «тяжкое телесное повреждение» разделами 22 до 24 Акта о преступлениях против личности 1861 года.
В деле R. v Clarence оказалось, что в то время, когда заключенный знал, а его жена не знала, что он страдает гонореей, у него была с ней «связь», что в результате привело к передаче ей болезни, и что она была было известно о состоянии заключенного, она бы не вступала с ним в отношения. Лорды Колеридж С. Д. (Coleridge CJ.), Поллок (Pollock) и Хаддлстон Б. Б. (Huddleston BB.), Стивен (Stephen), Мэнисти (Manisty), Мэтью (Mathew), А. Л. Смит (A. L. Smith), Виллс (Wills) и Грэнтам Д. Д. (Grantham JJ.) считали, что поведение заключенного не составляет преступления, предусмотренного ни разделом 20, ни разделом 47; Филд (Field), Хокинс (Hawkins), Дэй (Day) и Чарльз Д. Д. (Charles JJ.) не согласились с этим.
Виллс Д. (Wills J.) сказал:

факты … что он заразил её, и что от такого заражения она понесла страдания как от тяжкого вреда здоровью
Оригинальный текст (англ.)the facts are ... that he infected her, and that from such infection she suffered grievous bodily harm
— 
Хокинс Д. (Hawkins J.) сказал:

В этом состоянии вещей заключенный имел половой акт с женой и при этом передал ей свою болезнь и тем самым причинил ей тяжкий вред здоровью.
Оригинальный текст (англ.)In this condition of things the prisoner had sexual intercourse with his wife and in doing so communicated to her his disease and thereby caused her grievous bodily harm
— 
Филл Д. (Field J.) сказал:

Это, я думаю, очевидно, что, если состояние человека таково, что при обычном и естественном контакте последствием этого контакта является передача инфекционного заболевания женщине, и он сделал это, то действительно причинил ей как «фактическое» так и «тяжкое телесное повреждение». Такой акт показывает то, что большой авторитет, Лорд Стоуэлл, описал как «травмы наиболее злокачественной рода», см. примечание к Дюрант против Дюрант (Durant v. Durant. 1 Hagg. Eccl. Cases, 768).
Оригинальный текст (англ.)It is, I think, also clear that if the condition of the man is such that it is an ordinary and natural consequence of the contact to communicate an infectious disease to the woman, and he does so, he does in fact inflict upon her both "actual" and "grievous bodily harm." Such an act produces what a great authority, Lord Stowell, describes as "an injury of a most malignant kind:" see the note to Durant v. Durant. (1) 1 Hagg. Eccl. Cases, 768.
— 

### Беспамятство
См. дело T v. Directir of public prosecutions (DPP), где в суде возник вопрос, может ли «кратковременная потеря сознания» быть «телесным повреждением» в значении раздела 47. … Судьи выразили мнение, что: «… В свете дела R v Miller … бессознательность полученная Маршем в результате удара от апеллянта составляет телесные повреждения».